# Улица Юрия Олеши (Одесса)
Улица Юрия Олеши — короткая, около 350 м, улица в исторической части Одессы, между улицами Бунина и Карантинным спуском. Проходит по правому склону Карантинной балки.

## История
Современное название с 1987 года в честь советского писателя Юрия Олеши (1899—1960).
Известна с 1828 года, первоначально составляла единое целое с современной Карантинной улицей и носила то же название. Связь была утрачена в 1830-е годы в связи с интенсивной застройкой участка между современными улицами Бунина и Жуковского.
В 1881 году улица была переименована в Левашовскую, в честь Одесского градоначальника Владимира Левашова (1834—1898).
С установлением советской власти название улицы сменили на Лизогуба (в 1927 году), в честь известного народовольца Дмитрия Лизогуба (1849—1879), похороненного неподалеку, на Карантинном кладбище.

## Достопримечательности

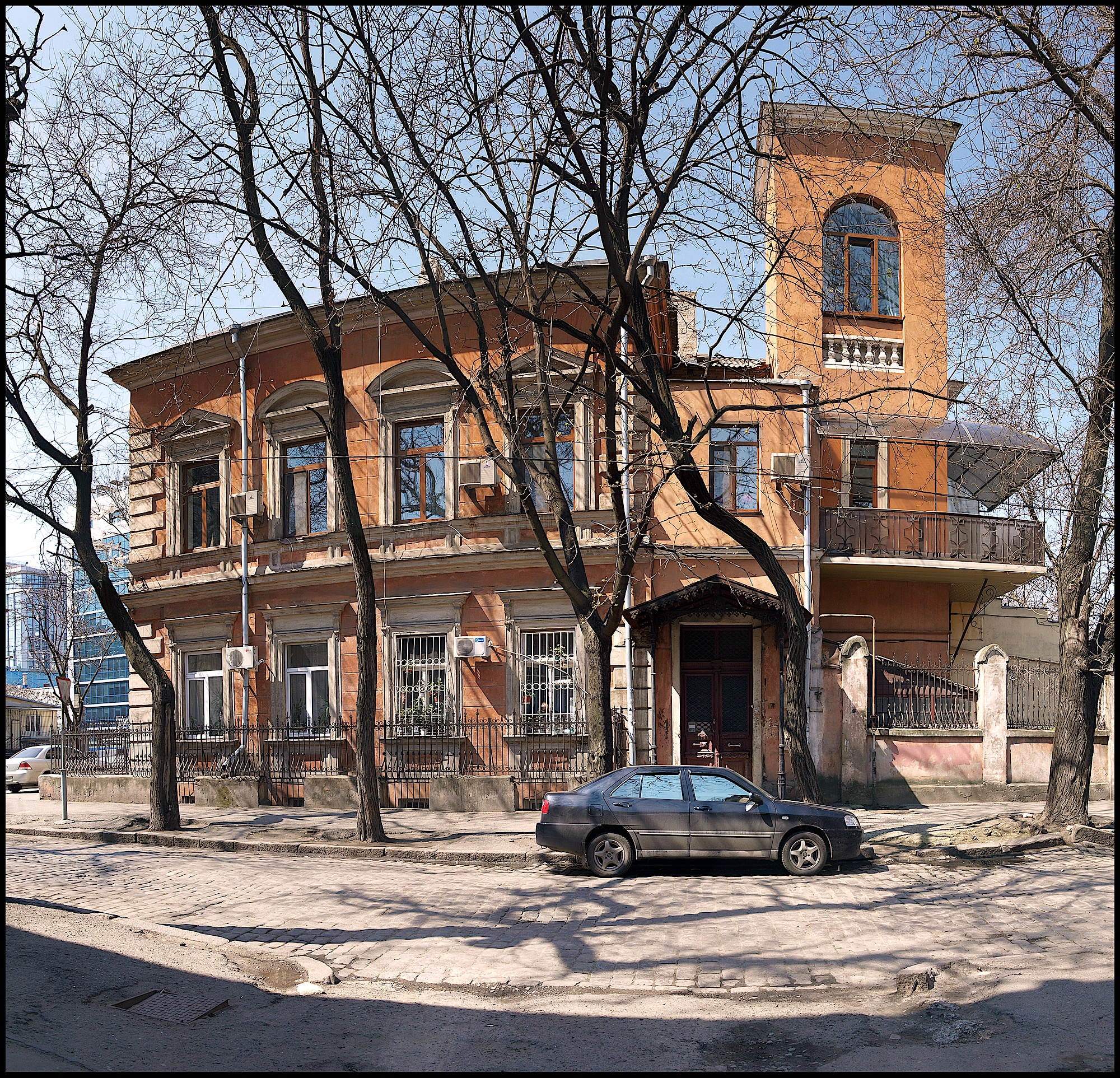
д. 8

д. 5 — комплекс домов Сабанского (Собаньского) — одно из известных пушкинских мемориальных мест Одессы.
д. 8 — бывший дом Трапани (архитектор И. Ф. Яценко, 1880-е) 

## Известные жители

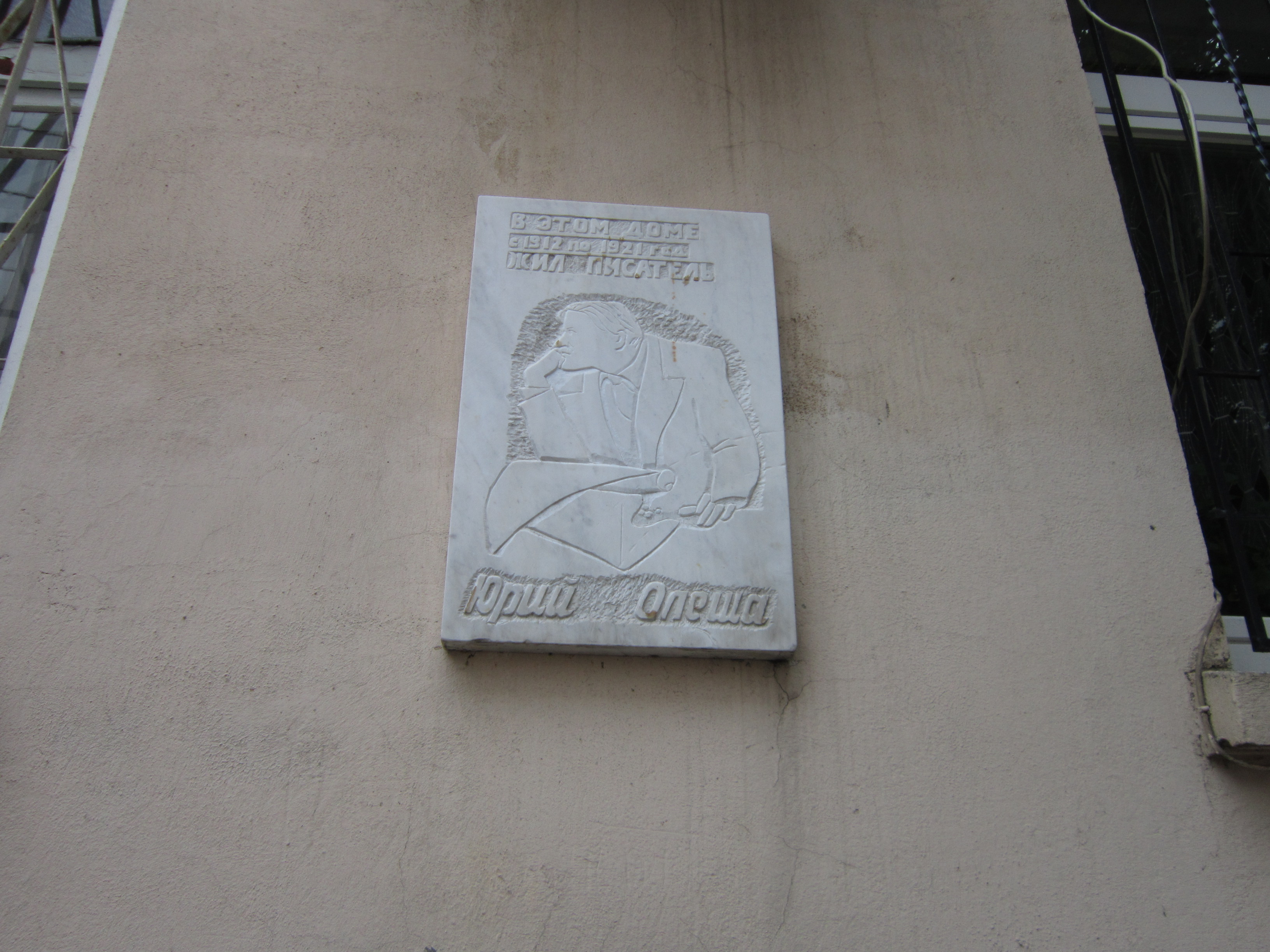
Мемориальная доска Олеше. д. 3

д. 1 — Е. Х. Ферстер (начало XIX века), Аполлон Скальковский (с 1840), Рудольф Мунц (с 1870-х).
д. 3 — Юрий Олеша (1912—1921, мемориальная доска)
д. 10 — Вацлав Воровский, С. И. Ильин (1927—1949, мемориальная доска)
д. 13 — Леонид Леонидов

## Улица в кинематографе
На улице снят ряд эпизодов фильма «Белеет парус одинокий (1937)»